# Burg Altmannstein
Die Burg Altmannstein ist die Ruine einer mittelalterlichen Höhenburg auf einem 435 m ü. NHN hohen Berg nordöstlich des Marktes Altmannstein im oberbayerischen Landkreis Eichstätt.

## Geschichte
Die ersten Herrscher über den damals noch namenlosen Ort, die Herren von Stein, wurden 1120 erstmals urkundlich erwähnt. Als die Herren von Stein 1232 ausgestorben waren, gelangte Altmannstein in den Besitz von Altmann II. von Abensberg, einem Verwandten der Herren von Stein. Dieser ließ die Burg errichten. 1291 erwarb Herzog Ludwig der Strenge von Bayern von Ulrich II. die Burg. Im Jahre 1340 wurde die Burg an Konrad und Heinrich von Hautzendorf weiterveräussert. Da die Grafen von Abensberg 1374 das Pfandrecht erwarben, gelangte die Burg wieder in deren Besitz. Doch Nürnberger Truppen eroberten 1446 die Burg, weil der Burgherr Johann von Abensberg Kontakte zu Raubrittern hatte, und sich solche auch auf der Festung befanden. 1485 wurde Niklas von Abensberg und Altmannstein, der letzte Babone, von Herzog Christoph überfallen, und Seitz der Frauenberger tötete den Babonen.

### Stammliste der Herren von Stein, Sittling und Wöhr
NN.
1. Grimold I.
  1. Sigbert von Arnhofen, 1089 – 1100/20
  2. Grimold II. von Sittling, von Arnhofen, Vogt von Weltenburg
    1. Gottfried I. von Sittling, von Arnhofen, von Wöhr, Vogt von Weltenburg, 1118 – 1147
      1. Gottfried II., von Sittling, von Wöhr, Vogt von Weltenburg, ca. 1147 – 1184
        1. Konrad von Wöhr, Vogt von Weltenburg, ca. 1175 – 1193
        2. Ulrich von Wöhr, Regensburger Erzdiakon
        3. Gottfried III.  von Wöhr, Domherr von Bamberg, Propst der Alten Kapelle
        4. Bertha, 
⚭ Werner IV. von Laaber
        5. Otto von Wöhr, Vogt von Weltenburg, 1189 – 1217
          1. Otto von Wöhr, 1220 – 1264, unebenbürtig, das Erbe fällt an die Wittelsbacher 

  3. Heinrich I. von Sittling, 
⚭ Bertha, Tochter des Eberhard I. von Ratzenhofen
    1. Eberhard, 1133 – 1147 Abt von Kloster Biburg, 1147 – 1164 Erzbischof von Salzburg († 11. Juni 1164)
    2. Meinhard, 1133 – 1161, Propst der Alten Kapelle
    3. Konrad von Biburg, 1133 – 1147, Teilnehmer am Zweiten Kreuzzug
    4. Aribo von Biburg, von Tattendorf, 1120 – 1165, Mönch
      1. Heinrich II. von Vilsbiburg

    5. Ulrich I., von Biburg, von Stein, ca. 1120 – 1165
      1. Otto, 1140
      2. Bertha, 
⚭ Gottfried II. von Wöhr
      3. Burchard von Stein, Vogt von Biburg, ca. 1138 – 1197
        1. Ulrich III., Archidiakon von Aquileia
        2. Heinrich III. von Stein, Vogt von Biburg, ca. 1195 – 1230
          1. N.N., Tochter, Erbin der Allode, 
⚭ Altmann II. von Abensberg
          2. Ulrich IV. von Stein, Vogt von Biburg, 1220 – 1231 († 12. April 1232 in Italien), ultimus familiae

1911 wurden auf einem Teil des zerstörten Burgareals ein Wohngebäude und Nebengebäude errichtet. Seit 1991 ist die Gemeinde Altmannstein Eigentümer der Burg.

## Beschreibung
Von der Burganlage, geschützt durch einen Abschnittsgraben gegen das Hinterland, sind noch der dreigeschossige 18 Meter hohe Bergfried mit seinem Hocheingang in 4,3 Meter Höhe, einem Durchmesser von 10,2 Meter und einer Mauerstärke von 3,5 Meter und geringe Reste des Wohnbaus sowie Mauerreste erhalten. Der spätmittelalterliche Hungerturm war mit der noch teilweise erhaltenen Schenkelmauer mit der Ortsbefestigung verbunden. Die Anlage ist unter der Aktennummer D-1-76-112-74 als denkmalgeschütztes Baudenkmal von Altmannstein verzeichnet. Ebenso wird sie als Bodendenkmal unter der Aktennummer D-1-7135-0206 im Bayernatlas als „mittelalterliche Burg“ geführt.

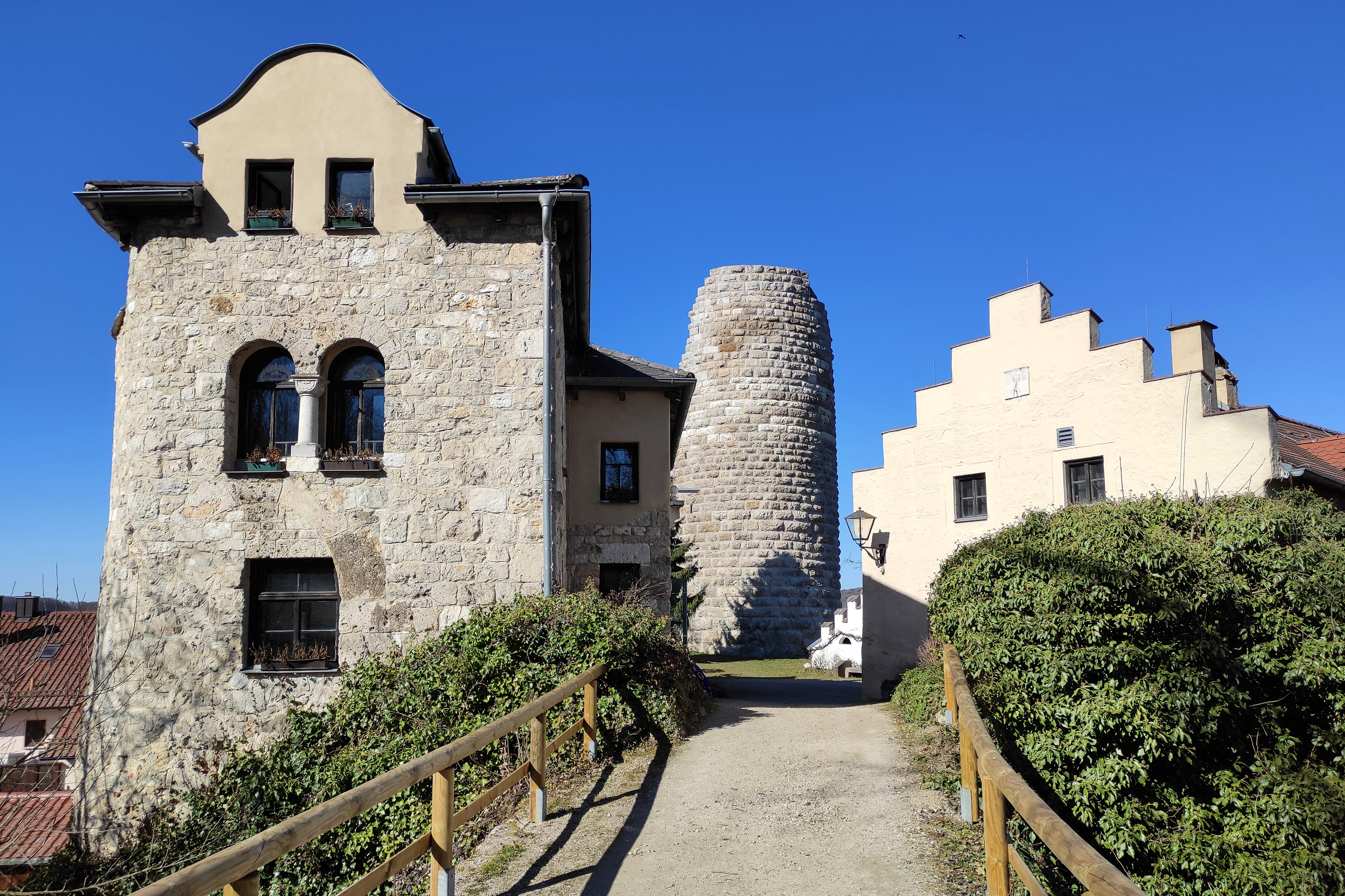
Burgeingang
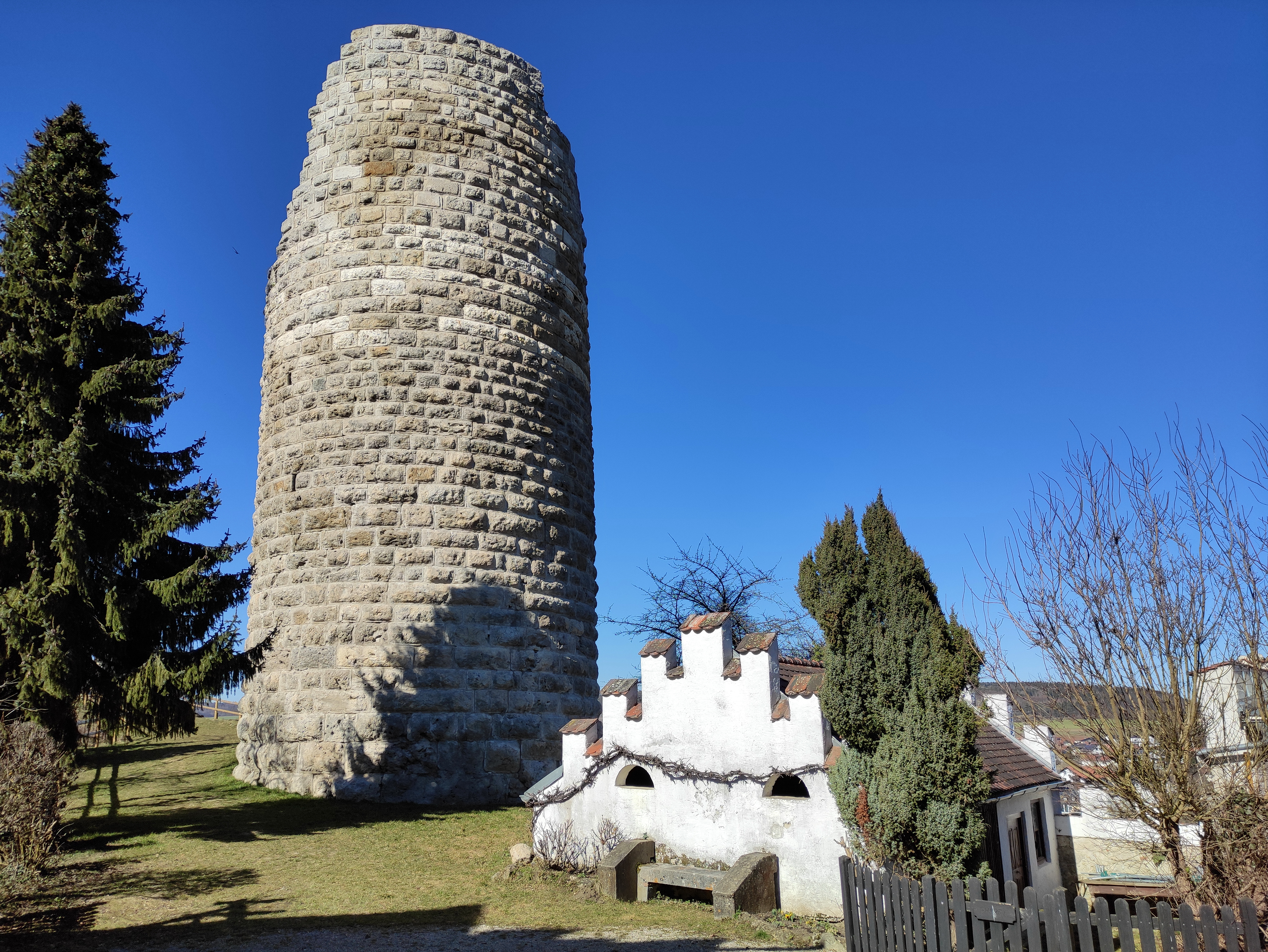
Bergfried